# HTAM-Flip
도심형 에어 모빌리티(UAM) 캐빈 콘셉트다.

## 상세
국제 항공 인테리어 디자인 시상식 '2023 크리스탈 캐빈 어워드'를 통해 공개된 캐빈 콘셉트로, 현대트랜시스가 최초로 선보였다. 앞·뒤보기 전환이 가능한 Flip-over 시트 기능을 가진 모델로, 슬림형 시트 디자인(노출형 프레임의 가볍고 텐션 있는 소재), 프라이버시 스크린(빛이 투과되는 소재), 극대화된 수납 공간(벤치형 쿠션 디자인으로 하단 적재공간 최적화) 등 다양한 기능들을 적용했다. UAM의 최대 승객 4명 기준으로 개방형 4인석 운영이 가능하다. 프라이버시 스크린으로 분할해 독립 공간으로도 전환할 수 있다. 또한 허니콤 내장 소재, 재활용 사출 플라스틱 등 친환경 경량화 소재를 활용했다.

## 같이 보기
현대트랜시스
현대자동차그룹